# Nicodicodine
Nicodicodine là một opioid được phát triển như một chất giảm ho và giảm đau. Được tổng hợp vào năm 1904, nó không được sử dụng phổ biến, nhưng có hoạt động tương tự như các opioid khác. Nicodicodine được chuyển hóa ở gan bằng cách demethyl hóa để tạo ra 6-nicotinoyldihydromorphin, và sau đó được chuyển hóa thành dihydromorphin. Vì chất chuyển hóa hoạt động cuối cùng là dihydromorphin dạng thuốc phiện mạnh hơn một chút so với morphin, nicodicodine có thể được dự kiến sẽ mạnh hơn và tác dụng lâu hơn so với nicocodeine. Tác dụng phụ tương tự như các opioid khác và bao gồm ngứa, buồn nôn và ức chế hô hấp.